# Ardisia letestui
Ardisia letestui är en viveväxtart som beskrevs av A. Taton. Ardisia letestui ingår i släktet Ardisia och familjen viveväxter. Inga underarter finns listade i Catalogue of Life.